# Patrick van Luijk
Patrick Jermaine Herschel van Luijk (Spijkenisse, 17 september 1984) is een Nederlandse atleet uit Mijnsheerenland, die zich heeft toegelegd op de 60 m, 100 m en de 200 m. Hij nam tweemaal deel aan de Olympische Spelen.

## Biografie

### Overstap van voetbal via ninjutsu naar atletiek
Van Luijk heeft een Nederlandse moeder en een Jamaicaanse vader. Toen hij jong was, zat hij op voetbal bij de F-pupillen van SC Bakestijn. Na twee jaar maakte hij een overstap naar Xerxes. Omdat hij het voetballen niet meer met zijn school kon combineren, maakte hij een overstap naar ninjutsu. Hij begon zijn atletiekcarrière bij atletiek vereniging AV Spirit te Oud-Beijerland. Op twintigjarige leeftijd kwam het sprinttalent van Patrick van Luijk naar boven en sloot hij zich samen met een vriend aan bij een atletiekvereniging. Sinds februari 2005 wordt hij getraind door Errol Esajas.

### Met estafetteploeg naar EK
Op de Europese kampioenschappen van 2006 maakte Van Luijk deel uit van de 4 x 100 m estafetteploeg samen met Timothy Beck, Caimin Douglas en Guus Hoogmoed. Ze werden in de finale achtste met 39,64, nadat ze in de halve finale nog 38,85 liepen. Ook deed hij mee aan de 200 m, maar werd met 21,64 uitgeschakeld in de tweede ronde.

### Nationale kampioenschappen
In 2007 behaalde Patrick van Luijk tijdens de Nederlandse indoorkampioenschappen in Gent op de 60 m zijn eerste nationale titel. Een jaar later moest hij op hetzelfde toernooi en op hetzelfde nummer zijn meerdere erkennen in Guus Hoogmoed, zij het dat voor beiden eenzelfde tijd van 6,75 werd genoteerd.
Zijn revanche voor die nederlaag volgde dat jaar tijdens het nationale buitenkampioenschap in het Amsterdams Olympisch Stadion. Zowel op de 100 als op de 200 m wist Patrick van Luijk zijn rivaal Hoogmoed ditmaal achter zich te houden en was zijn eerste dubbelkampioenschap een feit. Zijn tijden waren, zeker gezien de winderige omstandigheden, veelbelovend: 10,44 op de 100 m en in 20,76 zelfs een dik persoonlijk record op de 200 m.

### Werken aan kwalificatie voor OS
Van Luijk kende in de aanloop naar dit NK toch al een uitstekend seizoen. Op 1 juni had hij bij wedstrijden in Genève zijn uit 2006 stammende p.r. op de 100 m van 10,49 aangescherpt tot 10,34, waarna hij er op de Europacup landenwedstrijd in Leiria op 21 juni zelfs 10,25 uitperste. Een verbetering ten opzichte van 2006 met bijna 0,25 seconde! Vanzelfsprekend was bij Patrick van Luijk intussen alle aandacht gericht op kwalificatie voor de Olympische Spelen in Peking. En hoewel de limieten (10,13 en 20,41) schier onbereikbaar leken, kwam Van Luijk er in de loop van het seizoen steeds dichter bij. Toch was hij vooral gefocust op deelname aan de 4 x 100 m estafette, een nummer waarop Nederland in de loop der jaren een zekere reputatie had opgebouwd en waarvoor ook nu weer voldoende sprintpotentieel aanwezig leek.
In juni en juli werden diverse kwalificatiepogingen ondernomen, vrijwel altijd met Van Luijk in de gelederen, met als uitschieters begin juni een tijd van 39,09 in Turijn en half juli 38,92 in Luzern. Het resulteerde in een zeventiende plaats op de wereldranglijst, onvoldoende voor kwalificatie, aangezien alleen de eerste zestien landen van het IOC een uitnodiging voor Peking konden tegemoetzien. Het geluk lachte de Nederlandse equipe echter nu eens toe. Omdat Australië het mannen 4 x 100 m estafetteteam bleek te hebben teruggetrokken (naar verluidt kon men daar geen representatief team samenstellen), werd Nederland als zeventiende alsnog voor de Spelen uitgenodigd. De vier basislopers van het team, Maarten Heisen, Guus Hoogmoed, Patrick van Luijk en Caimin Douglas in die volgorde, konden zich dus toch nog gaan opmaken voor deelname aan de olympische 4 x 100 m estafette in het Vogelnest.

### Winst en tegenslag in Peking
De ploeg vertrok naar Peking met als doel het Nederlands record te verbeteren, dat sinds 30 augustus 2003 op 38,63 stond, gelopen door het team dat op de wereldkampioenschappen in Parijs de bronzen medaille veroverde. Zover kwam het niet. De Nederlandse equipe moest in zijn serie aantreden tegen ploegen als de Verenigde Staten, Trinidad & Tobago, Japan en Polen. De Nederlanders overleefden deze slag, omdat vier teams hun race verknoeiden door foute wissels. Het Nederlandse viertal kwam met 38,87, de snelste tijd van het jaar, als derde binnen.
Een dag later kwam in de finale, waarin Jamaica met een nieuw wereldrecord van 37,10 uit de bus kwam, aan alle euforie echter een eind. Nu was het de beurt aan Nederland om de wissel te verknallen; die tussen Guus Hoogmoed en Patrick van Luijk mislukte. Na afloop aarzelde Van Luijk niet om de schuld op zich te nemen. In de halve finale was hij wat te langzaam weggegaan, nu ging hij te vroeg. 'En elke pas was raak, ik was heel snel, dat heb ik nog niet zo gehad dit jaar', zo zei hij. Hij was ook extra geïnspireerd geraakt, omdat hij als derde loper Usain Bolt naast zich wist. De andere Nederlanders toonden begrip. Zij beseften dat waar op het scherp van de snede moet worden gewisseld, een fout al gauw fatale gevolgen heeft. Gezien de voorgeschiedenis van het team was het halen van de finale op zichzelf echter al boven verwachting.

### Deelname aan EK indoor
Aan het begin van het jaar 2009 had Van Luijk zijn zinnen gezet op deelname aan de Europese indoorkampioenschappen in Turijn. Daartoe zou hij op de 60 m een tijd van 6,68 moeten realiseren. Op de Nederlandse indoorkampioenschappen in het nieuwe Omnisportcentrum in Apeldoorn lukte het hem om op 14 februari in de halve finale 6,66 te lopen. Hij was daar zo blij mee, dat het hem na de finish een val en een vervelende schaafwond opleverde. Het kon de vreugde van Van Luijk nauwelijks temperen. Daags erna viel hij in de finale van de 60 m na een struikelstart met 'slechts' een gedeelde vierde plaats in 6,88 net buiten de medailles. Het drukte de feeststemming van de dag ervoor toch wel een beetje. De selectie voor het EK indoor was echter binnen en dat vergoedde veel.
In Turijn was het overigens gauw gebeurd voor Patrick van Luijk. Hij werd vierde in zijn serie in 6,72 en lag er met dit resultaat gelijk uit. Eén honderdste seconde sneller en hij had een tweede plaats kunnen bemachtigen, die hem wél verder zou hebben gebracht.

### Focus op WK 2009
Eenmaal in het buitenseizoen beland, verzekerde Van Luijk zich al snel van deelname aan de wereldkampioenschappen in Berlijn in augustus. Eerst verbeterde hij begin juni in Genève zijn PR op de 200 m tot 20,52, waar de vereiste WK-limiet 20,55 was; vervolgens was hij er bij, toen de nationale 4 x 100 meterploeg tijdens het Europese Teamkampioenschap in het Noorse Bergen zich met een tijd van 39,04 eveneens kwalificeerde voor Berlijn. Overigens trad Gregory Sedoc hier als startloper op in plaats van de geblesseerde Maarten Heisen. Daarna was het voor de man van Rotterdam Atletiek een kwestie van heel en in vorm blijven en zijn titels verdedigen op de nationale baankampioenschappen in het eerste weekend van augustus. Dit lukte, want hij slaagde erin om in Amsterdam zowel op de 100 als de 200 m te zegevieren.
Berlijn draaide voor Van Luijk echter uit op een teleurstelling. Op de 200 m bleef hij met 21,05 ver verwijderd van zijn beste prestatie van enkele maanden daarvoor en overleefde hij zijn serie niet. En op de 4 x 100 m estafette kwam het Nederlandse team, dat naast Van Luijk bestond uit Gregory Sedoc, Guus Hoognoed en Caimin Douglas, met 38,95 weliswaar voor het eerst in 2009 onder de 39 seconden, maar ook dit was niet snel genoeg om de serie te overleven. De Nederlanders eindigden hierin als derde.

### OS 2012
Op de Olympische Zomerspelen 2012 in Londen maakte hij deel uit van de Nederlandse ploeg op de 4 x 100 m estafette. Met een tijd van 38,29 in de kwalificatieronde, een nationaal record, plaatste het team zich voor de finale. Daar liep men 38,39, hetgeen goed was voor een zesde plaats overall. De wedstrijd werd gewonnen door de Jamaicaanse estafetteploeg die met Usain Bolt als slotloper het wereldrecord verbeterde tot 36,84.
Van Luijk heeft met succes de opleiding Integrale veiligheid op de Hogeschool Inholland afgerond en is aangesloten bij atletiekvereniging Rotterdam Atletiek.

## Kampioenschappen

### Internationale kampioenschappen
| Onderdeel | Titel             | Jaar |
| --------- | ----------------- | ---- |
| 4 x 100 m | Europees kampioen | 2012 |

### Nederlandse kampioenschappen
Outdoor
| Onderdeel | Jaar       |
| --------- | ---------- |
| 100 m     | 2008, 2009 |
| 200 m     | 2008, 2009 |

Indoor
| Onderdeel | Jaar |
| --------- | ---- |
| 60 m      | 2007 |

## Persoonlijke records
Outdoor
| Onderdeel | Prestatie    | Datum        | Plaats |
| --------- | ------------ | ------------ | ------ |
| 100 m     | 10,25 s      | 21 juni 2008 | Leiria |
| 150 m     | 15,36 s (BP) | 14 mei 2011  | Lisse  |
| 200 m     | 20,52 s      | 6 juni 2009  | Genève |

BP = Beste prestatie aller tijden (officieus Nederlands record)
Indoor
| Onderdeel | Prestatie | Datum            | Plaats    |
| --------- | --------- | ---------------- | --------- |
| 60 m      | 6,66 s    | 14 februari 2009 | Apeldoorn |
| 100 m     | 10,33 s   | 19 februari 2011 | Florø     |

## Palmares

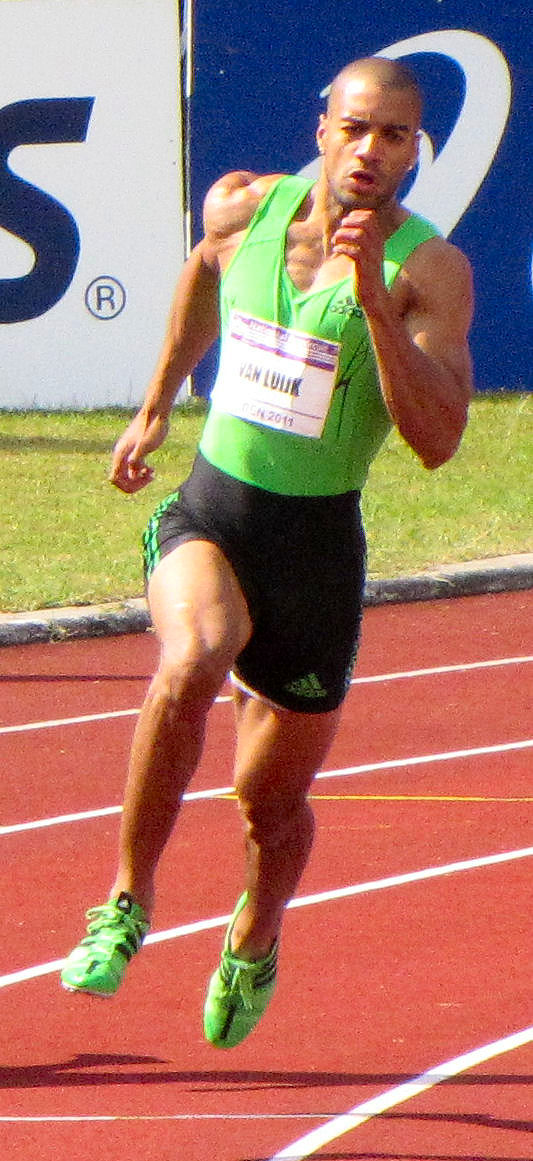
Van Luijk in actie op de 200 m tijdens de Gouden Spike 2011

### 60 m
- 2006: 6e NK indoor - 6,90 s
- 2007:  NK indoor - 6,77 s
- 2008:  NK indoor - 6,75 s
- 2009: 4e NK indoor - 6,88 s (in ½ fin. 6,66 s)
- 2011:  NK indoor - 6,78 s
- 2015:  NK indoor - 6,76 s

### 100 m
- 2006:  NK - 10,68 s
- 2008:  NK - 10,44 s
- 2009:  NK - 10,50 s
- 2011:  NK - 10,34 s
- 2012:  Flynth Recordwedstrijden te Hoorn - 10,38 s
- 2012:  Gouden Spike - 10,27 s
- 2014: 5e NK - 10,53 s
- 2015:  Gouden Spike - 10,41 s
- 2016: 4e NK - 10,53 s (+1,3 m/s)

### 200 m
- 2005: 5e NK - 21,84 s
- 2006:  NK - 21,50 s
- 2008:  NK - 20,76 s
- 2009:  NK - 20,93 s
- 2009: 1e
- in serie WK - 21,05 s
- 2011: 7e Bislett Games - 20,73 s
- 2011:  Gouden Spike - 20,71 s
- 2011:  NK - 20,67 s
- 2012:  Gouden Spike - 20,47 s
- 2012:  EK - 20,87 s (in ½ fin. 20,68 s)
- 2015: 5e FBK Games - 21,18 s
- 2015:  NK - 21,03 s (-0,4 m/s)
- 2016:  NK - 20,87 s (-1,7 m/s)

### 4 x 100 m
- 2006: 8e EK in Göteborg - 39,64 s
- 2009: 3e in serie WK - 38,95 s
- 2012:  EK - 38,34 s (NR)
- 2012: 6e OS Londen - 38,39 s (kwal. 38,29 s = NR)
- 2016: 4e EK - 38,57 s